# Grup de la cordilita
El grup de la cordilita és un grup de minerals de la classe dels carbonats, format principalment per dues espècies: la cordilita-(Ce) i la cordilita-(La). Totes dues espècies cristal·litzen en el sistema hexagonal. També s'inclou en aquest grup un mineral no aprovat per l'Associació Mineralògica Internacional trobat al dipòsit de Bayan Obo, a Mongòlia Interior (República Popular de la Xina). Va ser presentat l'any 1989 i anomenat llavors zhangpeishanita, sent rebutjat per ser considerada cordilita-(Ce), espècie amb la qual es troba connectada per substitució isomòrfica 2Na⁺ = Ca²⁺ + ◻.
| Espècie        | Fórmula                     |
| -------------- | --------------------------- |
| Cordilita-(Ce) | NaBaCe₂(CO₃)₄F              |
| Cordilita-(La) | (Na,Ca)Ba(La,Ce,Sr)₂(CO₃)₄F |

Segons la classificació de Nickel-Strunz les dues espècies que formen part d'aquest grup pertanyen a «05.BD: Carbonats amb anions addicionals, sense H₂O, amb elements de terres rares (REE)» juntament amb els següents minerals: lukechangita-(Ce), zhonghuacerita-(Ce), kukharenkoïta-(Ce), kukharenkoïta-(La), cebaïta-(Ce), cebaïta-(Nd), arisita-(Ce), arisita-(La), bastnäsita-(Ce), bastnäsita-(La), bastnäsita-(Y), hidroxilbastnäsita-(Ce), hidroxilbastnäsita-(Nd), hidroxilbastnäsita-(La), parisita-(Ce), parisita-(Nd), röntgenita-(Ce), sinquisita-(Ce), sinquisita-(Nd), sinquisita-(Y), thorbastnäsita, bastnäsita-(Nd), horvathita-(Y), qaqarssukita-(Ce) i huanghoïta-(Ce).